# David Sadler
David Sadler (nascido em 5 de fevereiro de 1946 em Yalding, Kent, Inglaterra) é um  ex-jogador de futebol inglês. Ele era um habilidoso defensor que também poderia jogar no meio-campo ou mesmo como um atacante. Atualmente é secretário da antiga associação de jogadores do Manchester United.

## Carreira
Sadler começou sua carreira no Maidstone United, mas assinou um contrato profissional com o Manchester United em 1963, ele ajudou o clube a vencer os campeonatos da Primeira Divisão de 1965 e 1967 e também a Liga dos Campeões de 1968.
Em 1973, ele foi pros Estados Unidos, para jogar pelo Miami Toros, mas apenas jogou um jogo pelo time norte-americano.
No ano seguinte, em 1974 ele se juntou ao Preston North End, que estavam sendo treinados pelo seu ex-companheiro de equipe do United, Bobby Charlton.
Ele fez 105 jogos e marcou 3 gols enquanto esteve no clube, mas acabou se aposentando em 1977 por causa de uma lesão, Bobby Charlton renunciou como treinador no mesmo ano.
Sadler jogou quatro vezes pelo time da Inglaterra.

## Títulos
Manchester United
- Football League First Division: 1964–65, 1966–67
- Supercopa da Inglaterra: 1965, 1967
- Liga dos Campeões da UEFA: 1967–68